# Hanns Möller-Witten
Pour les articles homonymes, voir Möller.
Hanns Möller-Witten (né le 16 mai 1901 à Witten et mort le 1er juillet 1966 dans la même ville) est un écrivain et journaliste militaire allemand.

## Biographie
Le fils d'un entrepreneur grandit à Witten, où il écrit pour le journal local sous un pseudonyme en tant qu'écolier. Après avoir obtenu son diplôme d'études secondaires, Möller étudie d'abord les sciences agricoles à Münster pendant deux semestres. Il entame alors des études d'histoire à l'université de Leipzig. Il y devient membre du syndicat étudiant Landsmannschaft Suevia.
Au cours de ses études, Möller se tourne vers l'histoire de la guerre, notamment celle de la Première Guerre mondiale, à laquelle il a participé comme soldat en 1918. Il est impliqué dans la section de Witten de la Confédération de Prusse (de) monarchiste-nationaliste, qui est fondée en 1923. Möller dirige l'organisation de jeunes et d'étudiants qui organise des soirées culturelles et des marches de bagages paramilitaires et des exercices de tir. Dès 1925, il entre en contact avec Franz Pfeffer von Salomon, le Gauleiter du NSDAP en Westphalie. Möller et ses mineurs dépendants sont soit déjà membres du NSDAP, ou de la SA ou disposé à se joindre. La section de Witten rejoint la SA en 1929. Pendant ce temps, le Wittener Tageblatt publie des histoires de Möller.
Après la création de la "Chevalerie de l'Ordre Pour le Mérite " il devient secrétaire de la chevalerie sous la direction de Friedrich Karl von Witzleben (de) (1867-1947). Même après la Seconde Guerre mondiale, il dirige la chancellerie de la chevalerie. En plus des 25 récits régimentaires qu'il écrits au nom du corps des officiers, Möller-Witten publie des milliers d'articles biographiques militaires sur les officiers et des articles dans des journaux et des magazines. Son œuvre principale est un ouvrage biographique en deux volumes sur les chevaliers du Pour le Mérite de 1935. Pendant la Seconde Guerre mondiale, il perd ses archives personnelles. Il a eu l'intention d'écrire un ouvrage similaire à celui sur les Chevaliers de Pour le Mérite sur les porteurs de croix de chevalier
Pendant la Seconde Guerre mondiale, il écrit de la propagande comme « Le Prussien de Hanovre-Scharnhorst, le créateur de la force militaire allemande », après 1945 pour la série Groschenheft « Der Landser (de) ». Möller-Witten est temporairement responsable du département militaro-politique du Deutsche National-Zeitung et travaille donc dans l'environnement militariste et de droite. Jusqu'en 1968, il est rédacteur en chef du magazine OASE de l'Association allemande de l'Afrika-Korps

## Publications (sélection)
- Geschichte der Ritter des Ordens „Pour le mérite“ im Weltkrieg. 2 Bände, Bernard & Graefe, Berlin 1935.
- Kampf und Sieg eines Jagdgeschwaders. Bernard & Graefe, Berlin 1939.
- Fritz von Below, General der Infanterie. Ein Lebensbild. Bernard & Graefe, Berlin 1939.
- Der Preuße aus Hannover. Scharnhorst, der Schöpfer deutscher Wehrkraft. Lühe, Leipzig 1942.
- Ran an den Feind! Mittler, Berlin 1943
- mit Josef Folttmann: Opfergang der Generale: Die Verluste der Generale und Admirale und der im gleichen Dienstrang stehenden sonstigen Offiziere und Beamten im Zweiten Weltkrieg. Bernard & Graefe, Berlin, 1957.
- Soldatengeschichten Männer und Taten. Ritterkreuzträger erzählen. Julius Friedrich Lehmann, 1959.
- Mit dem Eichenlaub zum Ritterkreuz. Pabel, Rastatt 1962.